# 鳥栖市立鳥栖小学校
鳥栖市立鳥栖小学校（とすしりつ とすしょうがっこう）は、佐賀県鳥栖市元町にある公立小学校。

## 概要
歴史
1875年（明治8年）創立。数回の改組・改称を経て、現校名になったのは、1954年（昭和29年）。2020年（令和2年）に創立145周年を迎えた。
校章
月桂樹と鳥の絵を組み合わせたデザインとなっている。文字は入っていない。
校歌
作詞は轟木一二三、作曲は陶山聡による。歌詞は3番まであり、各番の歌詞中に校名の「鳥栖校」が登場する。
教育活動
鳥栖市立鳥栖中学校と連携型小中一貫教育を行っている。
通学区域
鳥栖市の後に「轟木町、元町、秋葉町、藤木町、今泉町、真木町、高田町、東町、本通町、京町、安楽寺町、宿町の一部（行政区が轟木町、事業団宿舎、元町の地域）」が続く地域。中学校区は鳥栖市立鳥栖中学校。

## 沿革
- 1875年（明治8年）5月 - 「轟木小学校」と「藤木小学校」が創立。
- 1878年（明治11年）6月 - 両校が合併の上、「公立上等観光小学校」が創立。
- 1881年（明治14年）4月 - 養父小学校と立石小学校を統合の上、養父分校・立石分校とする。
- 1886年（明治19年）10月 - 小学校令施行により、尋常科（4年制）を設置の上、「尋常観光小学校」に改称。
- 1889年（明治22年）4月1日 - 町村制施行により、養父郡 4村（轟木・藤木・真木・鳥栖）が合併し、轟木村が発足。
- 1892年（明治25年）4月1日 - 「轟木尋常小学校」（4年制）に改称。
  - 養父分校と立石分校が分離・統合の上、麓尋常小学校として独立。
  - 轟木・旭・麓三ヶ村組合立 精（しらげ）高等小学校（4年制）が創立。
- 1896年（明治29年）4月1日 - 基肄郡・養父郡・三根郡が合併し、三養基郡が発足。
- 1905年（明治38年）4月1日 - 高田分校を設立。
- 1907年（明治40年）3月 - 鳥栖町の発足により、高等科を併置の上、「鳥栖尋常高等小学校」に改称。
- 1910年（明治43年）4月1日 - 町立鳥栖高等女学校を併設。
- 1914年（大正3年）3月31日 - 町立鳥栖高等女学校が廃止される。
- 1919年（大正8年）5月 - 鳥栖農業補習学校が併置される。
- 1926年（大正15年）- 併置の農業補習学校が青年訓練所充当となる。
- 1930年（昭和5年）4月1日 - 高等科が農業補習学校と統合の上、青年訓練所充当 鳥栖公民学校として独立し、「鳥栖尋常小学校」に改称。
- 1935年（昭和10年）6月1日 - 青年学校令施行により、併置の鳥栖公民学校が「鳥栖町青年学校」に改称。
- 1941年（昭和16年）4月1日 - 国民学校令施行により、「鳥栖町国民学校」に改称。尋常科を初等科に改める。
- 1947年（昭和22年）4月1日 - 学制改革により、新制小学校「鳥栖町立鳥栖小学校」に改組・改称。
- 1954年（昭和29年）4月1日 - 市制施行により、「鳥栖市立鳥栖小学校」（現校名）に改称。
- 1956年（昭和31年）4月1日 - 第二分校を設置。
- 1957年（昭和32年）4月1日 - 第二分校が鳥栖市立鳥栖北小学校として分離・独立。
- 1986年（昭和61年）3月31日 - 高田分校を廃止。
  - 最終所在地（高田分校）- 〒841-0044佐賀県鳥栖市高田町139番地（北緯33度20分44.0秒 東経130度31分28.6秒 / 北緯33.345556度 東経130.524611度）
  - 跡地の活用 - 高田町（高田区）公民館。敷地内に「鳥栖小学校高田分校」の記念碑が建っている。

## 交通
最寄りの鉄道駅
- JR九州
  - 鹿児島本線 「鳥栖駅」
  - 九州新幹線・長崎本線「新鳥栖駅」

最寄りのバス停留所
- 鳥栖市ミニバス鳥栖地区循環線北ルート 「西町郵便局前」・「いとうクリニック前」バス停留所

最寄りの幹線道路
- 国道34号 「鳥栖市轟木町」交差点

## 周辺
- 元町公民館
- 轟木町公民館
- ルンビニ保育園
- 老松神社
- 妙覚寺
- 妙善寺
- 長崎街道・長崎街道轟木番所跡
- 姿見の池

## 舞台となった作品
- 「月光の夏」- 太平洋戦争中、鳥栖町国民学校時代の実話。

## 参考資料
- 「鳥栖市史」（1982年（昭和57年）5月, 鳥栖市）
- 「100年の歩み」（1975年（昭和50年）3月, 鳥栖市立鳥栖小学校開校百年祭委員会）